# Київські неокласики: Антологія
Київські неокласики: Антологія — антологія творів групи київських письменників-модерністів (т. зв. гроно п'ятірне або київські неокласики) 1910-1930-х років: поезії, художня проза, літературознавчі статті, мемуаристика.
До антології увійшли твори як безпосередньо членів грона п'ятірного - (Микола Зеров, Максим Рильський, Павло Филипович, Михайло Драй-Хмара, Освальд Бурґгардт (Юрій Клен)), так і твори близького до п'ятірки Віктора Петрова (Домонтовича) та інших менш відомих учасників гурту.

## Автори творів в антології

### Гроно п'ятірне
- Микола Зеров був страчений
- Максим Рильський
- Павло Филипович був страчений
- Михайло Драй-Хмара
- Освальд Бурґгардт (Юрій Клен)

### Інші автори
- Віктор Петров (Домонтович)
- Михайло Могилянський
- Борис Якубський
- Ананій Лебідь
- Михайло Новицький
- Стефан Савченко
- Михайло Калинович
- Андрій Ніковський